# Pierre-Augustin Caron de Beaumarchais
« Beaumarchais » redirige ici. Pour les autres significations, voir Beaumarchais (homonymie) et Caron.
Pierre-Augustin Caron de Beaumarchais, plus souvent désigné comme Beaumarchais, né le 24 janvier 1732 à Paris et mort le 29 floréal an VII (18 mai 1799) à Paris 8e, est un écrivain, dramaturge, musicien et homme d'affaires français.
Éditeur de Voltaire, il est aussi à l'origine de la première loi en faveur du droit d'auteur et le fondateur de la Société des auteurs.
Également espion et marchand d'armes pour le compte du roi, il est un homme d'action et de combats ne semblant jamais désarmé face à un ennemi ou à l'adversité. Son existence est tout entière marquée par l'empreinte du théâtre, et, s'il est principalement connu pour son œuvre dramatique, en particulier la trilogie de Figaro, sa vie se mêle étrangement à ses œuvres.

Figure majeure du siècle des Lumières, il est considéré comme un des annonciateurs de la Révolution française et de la liberté d'opinion ainsi résumée dans sa plus célèbre pièce, Le Mariage de Figaro : 

« Sans la liberté de blâmer, il n'est point d'éloge flatteur, il n'y a que les petits hommes qui redoutent les petits écrits. »

## L'ascension

### Origine et famille
Pierre-Augustin Caron, né le 24 janvier 1732 Grand'rue Saint-Denis, est l'unique garçon d'André-Charles Caron, originaire de Lizy-sur-Ourcq, et de sa femme Louise Pichon. Dix enfants naîtront de cette union, dont six seulement devaient vivre. Le père, issu d'une famille d'horlogers huguenots, était lui-même devenu maître-horloger. Abjurant le protestantisme le 7 mars 1721 dans l'église des Nouvelles Catholiques, il se convertit de fait au catholicisme. Tenant boutique et atelier rue Saint-Denis, c'est un artisan reconnu, amateur d'art et créateur de la première montre squelette en 1760 avec Jean-Antoine Lépine. La famille vit confortablement, mais le père contracte des dettes et les tensions sont réelles dans le couple.

### Formation et horlogerie
Pierre-Augustin, après des études dans une école d'Alfort de 1742 à 1745, entre en apprentissage dans l'atelier paternel à l'âge de 13 ans. Il donne du fil à retordre à son père, qui le chasse quelque temps de la maison familiale, mais il finit par devenir un artisan compétent puisqu'il invente, en 1753, un nouveau mécanisme d'échappement, dit « à hampe » ou « à double virgule » (peu utilisé aujourd'hui, du fait des problèmes de frottement) ; ce sera l'occasion d'une première controverse : l'horloger du roi Jean-André Lepaute s'attribue l'invention. Beaumarchais doit faire appel à l'Académie des sciences pour que lui soit reconnue la propriété de l'invention.
Son père étant déjà connu à la Cour, son fils devient fournisseur de la famille royale.

### Premier mariage
Il ne tarde toutefois pas à abandonner l'horlogerie ; Jean-Antoine Lépine, qui le remplace dans l'atelier paternel, épouse sa sœur Fanchon et devient l'associé en 1756, puis le successeur d'André-Charles Caron.
Beaumarchais se marie le 27 novembre 1756 avec Madeleine-Catherine Aubertin, veuve de Pierre-Augustin Franquet, seigneur de Bosc Marchais (dit Beaumarchais). Il a 24 ans. Son épouse est plus âgée que lui, mais possède une fortune considérable. Il se fait appeler « de Beaumarchais » dès 1757, du nom du fief de Bosc Marchais, qui appartient à son épouse et donne l'illusion de la noblesse.
Madeleine-Catherine meurt subitement l'année suivante, à 35 ans. Immédiatement, le jeune veuf se voit dans une position inconfortable, car accusé de l'assassinat de sa femme, et il se trouve confronté au premier de la longue suite de procès et de scandales qui marqueront son existence.

### Entrée à la Cour de Louis XV

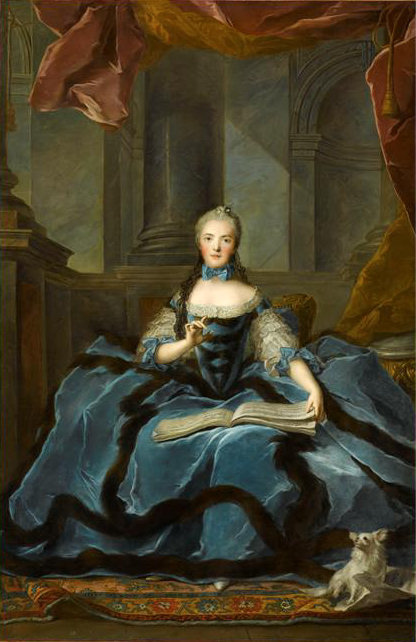
Jean-Marc Nattier, Marie Adelaïde de France, dite Madame Adélaïde, fille de Louis XV (1758), château de Versailles. Les filles du roi étaient des musiciennes accomplies.

Malgré les ennuis de sa vie privée, il commence à être connu. Il se lie d'amitié avec le financier de la Cour Joseph Pâris Duverney, qui favorise son entrée dans le monde de la finance et des affaires. Il se lance alors dans les spéculations commerciales et déploie un tel génie en ce genre qu'en peu d'années il acquiert une grande fortune, et il achète dès 1761 (à 29 ans) une charge de secrétaire du roi qui lui confère la noblesse.
En 1759, faveur insigne, il est nommé professeur de harpe de Mesdames, les quatre filles du roi Louis XV, qui résident à la cour. {{référence nécessaire}}
Patronné par un prince du sang, Louis-François de Bourbon, prince de Conti, il devient bientôt lieutenant général des chasses et commence à écrire de petites parades pour des théâtres privés (Les Bottes de sept lieues, Zirzabelle mannequin, Léandre, marchand d'agnus, médecin et bouquetière, Jean Bête à la foire) qui jouent sur le comique de mots du langage populaire des Halles de Paris.

### Voyage à Madrid
En avril 1764 Beaumarchais entreprend un séjour de dix mois à Madrid, vraisemblablement pour aider sa sœur Lisette, délaissée par son fiancé José Clavijo y Fajardo, fonctionnaire au ministère de la Guerre, archiviste de la Couronne et fondateur du journal philosophique El Pensador. L'histoire sera reprise par Goethe dans sa tragédie intitulé Clavigo.
Durant son séjour en Espagne, il en profite pour régler des affaires pour Duverney. Ils cherchent à gagner des contrats exclusifs pour la colonie espagnole nouvellement acquise de Louisiane et tentent d'obtenir la concession de la traite négrière dans les colonies espagnoles en Amérique. Beaumarchais se rend à Madrid, muni d'une lettre de recommandation du duc de Choiseul, devenu également son protecteur. Ces négociations s'éternisent, et Beaumarchais passe une grande partie de son temps à s'imprégner de l'atmosphère espagnole, appelée à exercer une influence majeure dans ses écrits ultérieurs. Bien que lié à des personnalités influentes, à l'instar du ministre des Affaires étrangères Grimaldi, ses espoirs de contrats restent sans lendemain et il quitte la Castille pour Paris en mars 1765.

### Deuxième mariage
Menant un train de vie aisé, mais toujours à la merci d'une disgrâce, il se remarie en 1768 avec Mme Lévêque, la très riche veuve du garde général des Menus-Plaisirs du roi, née Geneviève-Madeleine Wattebled (1731-1770). Ils ont deux enfants, un fils et une fille, tous deux morts jeunes. Elle-même meurt dès 1770, à trente-neuf ans, après seulement deux années de mariage, lui laissant d'importantes rentes.
À l'occasion de ce second veuvage précoce, Beaumarchais est de nouveau accusé de détournement d'héritage.

## Au service de l'État

### L'affaire Göezman
Les années 1770-1773 sont pour Beaumarchais des années de procès et de défaveur : outre ses démêlés judiciaires avec le comte de La Blache, engendrés par la succession testamentaire de Joseph Pâris Duverney, il est, selon lui, victime de la corruption régnant au sein de la Grande-Chambre du Parlement, ce qui va entraîner l'affaire Goëzman. Il y manifeste un art consommé des factums, allant jusqu'à renouveler le genre, mais il y perd sa fortune et ses droits civiques. En revanche, ses Mémoires contre Goëzmann, par leur faconde et leur hardiesse, l'ont rendu populaire. Il incarne la résistance civique envers le pouvoir absolu. Il acquiert aussi une notoriété internationale. Comme dans un de ses Mémoires contre Goëzmann, il avait narré les malheurs espagnols de sa sœur Lisette, abandonnée par Clavigo, Goethe écrit un drame sur cette affaire, Clavigo (1774), qui connaît un beau succès.

### Beaumarchais se fait agent secret
Expert en intrigues et marchandages de toutes sortes, et intégré au Secret du Roi — service personnel d'espionnage du roi —, il est en mars 1774 une première fois envoyé à Londres pour négocier la suppression du libelle les Mémoires secrets d'une femme publique du publiciste et maître-chanteur Charles Théveneau de Morande, dirigé contre la comtesse du Barry, favorite royale, mission où il espère regagner les faveurs de la Cour.
Cependant, le roi meurt en mai suivant et la comtesse du Barry est bannie de la cour par Louis XVI.
En 1775, sur les conseils du lieutenant Sartine, il est chargé par le nouveau souverain d'empêcher la publication d'un nouveau pamphlet, l'Avis à la branche espagnole sur ses droits à la couronne de France à défaut d'héritiers, d'un certain Angelucci, qui prétend que le roi a « l'aiguillette nouée ». Ce sera là sa seule entrevue avec le jeune souverain. Le 8 avril, il repart pour Londres. Cette mission, qui le conduit également aux Pays-Bas, dans les États allemands, puis en Autriche – où il est pour un temps incarcéré pour motif d'espionnage –, devient sous sa plume une aventure picaresque. La même année il est chargé à Londres de récupérer des documents secrets détenus par le chevalier d'Éon.

### La guerre d'indépendance des États-Unis

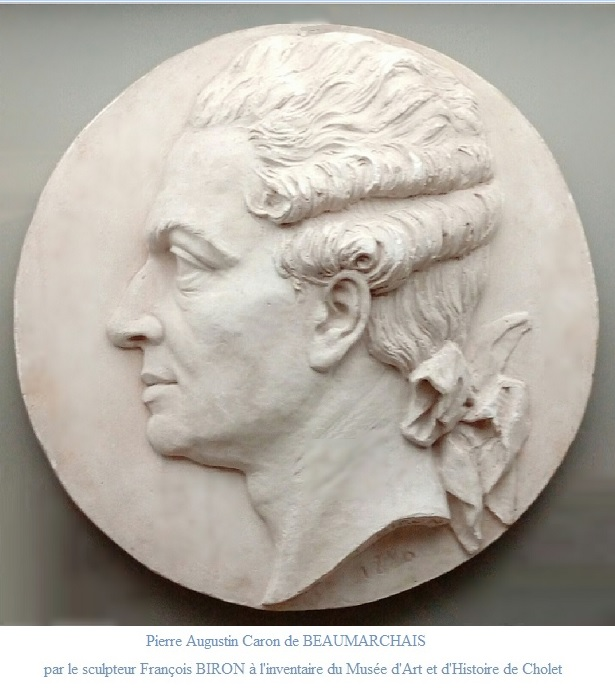
Pierre Caron-de-Beaumarchais vu par le sculpteur François Biron.

À partir du mois de juin 1777, il se lance dans une nouvelle aventure, et il se fait l'avocat d'une intervention française dans la guerre d'indépendance des États-Unis. Il entame alors une correspondance enflammée avec Charles Gravier de Vergennes, où il défend la cause des Insurgents. Dès le mois de septembre 1775, Beaumarchais joue un rôle politique en tant qu'intermédiaire entre les Insurgents et la France, et il rencontre fréquemment Arthur Lee, député secret des Insurgents.
Le 10 juin 1777, le secrétaire d'État aux affaires étrangères lui confie une somme importante pour soutenir secrètement les Américains.
Initié secrètement par Louis XVI et Vergennes, Beaumarchais reçoit l'autorisation de vendre poudre et munitions pour près d'un million de livres tournois, sous le couvert de la compagnie portugaise Roderigue Hortalez et Compagnie, qu'il monte de toutes pièces, et dont il installe les bureaux à l'hôtel Amelot de Bisseuil, dit des Ambassadeurs de Hollande, rue Vieille-du-Temple à Paris. La société Roderigue Hortalez et Cie devait lui permettre, pensait-il, de s'enrichir en vendant armes et munitions et en envoyant une flotte privée pour soutenir les Insurgés.
Pour le seconder, il embauche un secrétaire Lazare-Jean Théveneau de Francy qui travaille avec lui plus de 6 ans, et qu'il enverra aux États-Unis pour défendre ses intérêts. N'étant pas armateur lui-même, il fait un premier essai d'envoi de bateaux vers les États-Unis, à partir du port du Havre le 14 décembre 1776. Seul l'Amphitrite réussit à partir, avec à son bord 49 militaires dont le major Thomas Conway et le colonel Tronson du Coudray. Devant cet échec, avec Jean-Joseph Carrier de Montieu, ils décident de s'orienter vers Nantes, et ils choisissent un armateur local : Jean Peltier Dudoyer. Vingt cinq bateaux, auxquels Beaumarchais est plus ou moins associé, vont ainsi se diriger vers les Antilles "officiellement" puis vers les États-Unis directement. Beaumarchais décide une ultime expédition commerciale vers Saint-Domingue de 3 navires : l'Alexandre, la Ménagère (flûte prêtée par le Roi, en dédommagement des sinistres sur le Fier Roderigue) et l'Aimable Eugénie (du nom de sa fille), armée par Peltier Dudoyer et commandée par Nicolas Baudin. Attaqués par le Mediator à la sortie de la Gironde, seule l'Aimable Eugénie atteindra sa destination. Toutes ces péripéties adviennent, alors que Beaumarchais s'implique dans les grandes spéculations boursières sous Louis XVI.
En fin de compte, bien qu'il ait reçu plus tard les félicitations publiques du Congrès des États-Unis, il engagea dans cette opération une grosse somme (plus de cinq millions) dont, après d'interminables débats, ses héritiers ne purent recouvrer qu'une faible part... en 1834.

## Dans la tourmente (1780-1799)

### Éditeur de Voltaire
Il se lance, avec Nicolas de Condorcet, dans l'édition des œuvres de Voltaire, mort en mai 1778, et, après avoir acquis les caractères typographiques de Baskerville, loue pour vingt ans la forteresse de Kehl en décembre 1780. Pour vendre cette nouvelle édition, il s'appuie sur le réseau d'armateurs, qu'il a eu l'occasion de rencontrer à l'occasion de la guerre d'Indépendance américaine.
Épisode peu connu, Beaumarchais parvient à revendre fin 1784 et début 1785, près de 60 tonnes de manuscrits à la Bibliothèque du roi pour la somme de 60 000 livres : ces précieux documents provenaient pour partie des archives sauvées de l'incendie de la Chambre des comptes de Paris (1737) et qui furent vendues comme papier de rebut, comme c'était l'usage. 
En 1786, il épouse en troisièmes noces Marie-Thérèse de Willer-Mawlaz. D'origine suisse et née en novembre 1753, la nouvelle épousée, âgée de 32 ans, a vingt-et-un ans de moins que son mari. Ils se sont rencontrés en 1774 et ont eu une fille, Amélie-Eugénie, en 1777. Marie-Thérèse lui survivra et mourra au début de la Restauration en 1816.
En 1788, après d'importants travaux de reconstruction inachevés, il vend à Aimé Jacquot et Jean Hérisé la papeterie de Plombières, qu'il avait acquise en 1780.
En février 1789, il cède aux frères Claude Joseph et François Grégoire Léopold Desgranges les papeteries qu'il possède en Lorraine à Arches et Archettes.

### La naissance du droit d'auteur
Privilège d'ancien régime, les comédiens de la Comédie-Française avaient priorité pour exploiter les œuvres théâtrales et ne reversaient que des sommes minimes à ces mêmes auteurs pour l'utilisation de leurs œuvres.
En 1777, après le succès du Barbier de Séville, Beaumarchais commence à militer pour la reconnaissance du droit d'auteur. Avec d'autres auteurs, il crée le Bureau de législation dramatique, dénommé Société des auteurs et compositeurs dramatiques depuis 1829.
Cette initiative sera reconnue lors de la Révolution française, notamment avec l'abolition des privilèges et avec l'inscription des droits d'auteur dans la loi Le Chapelier de 1791.
Ceux-ci sont automatiques à la création d'une œuvre. Ils garantissent à son auteur ses droits patrimoniaux et moraux (la reconnaissance de la paternité de l'œuvre notamment). Dans De la littérature industrielle, Sainte-Beuve présente l'action de Beaumarchais comme un tournant décisif de l'histoire de la littérature, car l'écrivain passe du statut de bénévole, de passionné ou de mendiant (dépendant de ses mécènes) à celui d'industriel et de gestionnaire : « Beaumarchais, le grand corrupteur, commença à spéculer avec génie sur les éditions et à combiner du Law dans l'écrivain ».

### Propriétaire

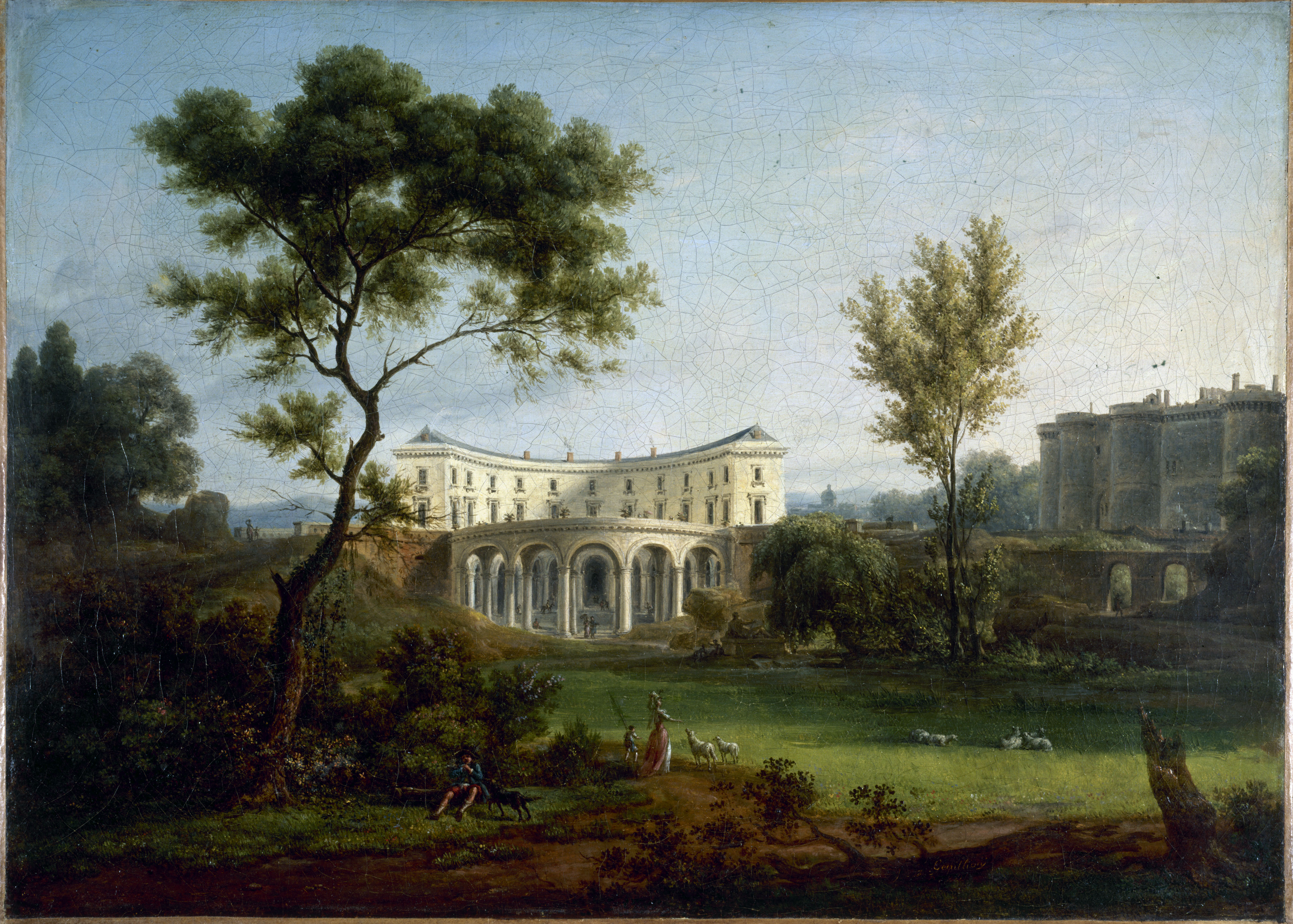
La maison de Beaumarchais et la Bastille, Jean-Baptiste-François Génillion, après 1788, Musée Carnavalet

Le 26 juin 1787, Beaumarchais acquiert un terrain où il fait élever la maison Caron de Beaumarchais, dotée d'un long jardin, sur une surface de près de 4 000 m2. Cette propriété (détruite) était située au début du boulevard Richard-Lenoir, sur tout l'espace alors limité par la rue Daval, le boulevard Beaumarchais, la rue Amelot et la place de la Bastille.
Elle fut rachetée par la Ville de Paris, le 28 mai 1818, pour la somme de 508 300 francs pour faciliter l'ouverture du canal Saint-Martin. Sur le terrain restant, on construisit un entrepôt des sels, qui fut abattu en 1841.

### La Révolution française
Le 14 juillet 1789, depuis sa terrasse, Beaumarchais assiste en voisin à la prise de la Bastille et au passage des têtes fichées sur des pics de Flesselle et Launay. Les jours suivants, il s'inquiète. En effet, l'auteur du Mariage de Figaro est devenu impopulaire dans Paris. Une population misérable, agitée, souffrant de la disette, menace l'homme riche qu'il est. L'attentat contre l'entreprise Réveillon, proche de ses entrepôts, l'alarme. Après le « lynchage » de Foullon et Bertier de Sauvigny le 22 juillet, il cède aux instances de ses amis : il va pour quelques jours chercher refuge à la campagne et laisse sur place un homme de confiance. Il veut alors se défendre contre l'accusation d'affamer le peuple, car on dit de lui qu'il cache des céréales à des fins de spéculation. Des inspecteurs demandent l'ouverture de ses entrepôts : on n'y trouva rien de compromettant.
En 1790, il a 58 ans, et se rallie à la Révolution française, qui le nomme membre provisoire de la commune de Paris. Mais il quitte bientôt les affaires publiques, sans vraiment les quitter d'ailleurs, pour se livrer à de nouvelles spéculations : en mars 1792, il achète aux Provinces-Unies, 60 000 fusils destinés à armer les troupes de la République : dans cette transaction qui n'aboutit que partiellement, il se ruine presque, et surtout passe, dès le mois de juin, pour un « accapareur d'armes » aux yeux de la Convention. Sa maison est donc fouillée et il est arrêté. Devenu suspect et mis en accusation, il est incarcéré à la prison de l'Abbaye et parvient à s'échapper la veille des massacres de Septembre, le 1er septembre 1792. Il se réfugie à Londres et de là, organise sa défense. Le 18 décembre suivant, l'une de ses lettres adressées à sa femme et sa fille, est publiée dans le Mercure universel : il ignore où elles se trouvent et c'est pour lui la seule façon de communiquer. Il apprend également que des scellés ont été apposés sur sa maison.
Le parti anti-Beaumarchais à Paris s'exprime par la voix du député Lecointre. Il est le plus virulent, et l'accuse d'avoir entretenu une correspondance avec Louis XVI, roi déchu. C'est la curée. Il organise, depuis son exil forcé, sa défense contre ce qu'il juge être des calomnies. Il écrit : « Je n’ai jamais écrit au roi Louis XVI, ni pour, ni contre la révolution ; et si je l’avais fait, je serais glorieux de le publier hautement ; car nous ne sommes plus au temps où les hommes de courage avaient besoin de s’amoindrir, lorsqu’ils écrivaient aux puissances : à la hauteur des événements, j’aurais dit à ce prince de telles vérités, qu'elles auraient pu détourner ses malheurs, et surtout prévenir les maux qui déchirent le sein de notre malheureuse France ».
De Londres, il passe à Hambourg puis revient en France seulement en juillet 1796. Il est à ce moment-là défendu dans un article du premier numéro du Journal d'économie publique, article repris dans l'ouvrage périodique Paris pendant l'année 1796, publié à Londres par Jean-Gabriel Peltier. Le temps de la Terreur est révolu : on vient acclamer ses pièces de théâtre : La Mère coupable est reprise sur les planches en 1797.
Il meurt d'apoplexie à Paris le 18 mai 1799 (29 Floréal de l'an VII) à l'âge de 67 ans. Il est d'abord enterré dans le jardin de sa propriété parisienne avant que ses restes ne soient transférés en 1818 au cimetière du Père-Lachaise (division 28) à Paris.

## Beaumarchais dramaturge
Dans ses écrits théoriques comme sa correspondance, Beaumarchais a toujours procédé à une théâtralisation de sa vie. Sa production est marquée d'une part par des climats historiques très contrastés, et d'autre part par ses revers de fortune. Cependant, la gaieté, l'amour, thème central, et le «bon et vrai comique» demeurent au cœur de sa composition dramatique.
Les relations de pouvoir et la satire politique occupent une place importante dans son œuvre, et la définissent comme un théâtre des Lumières.
Ses premières parades lui permettent d'étudier les formes d'un langage dramatique, dont le comique repose sur les jeux de mots et du corps. Le dramaturge ne renonce pas à ce type d'écriture après la représentation de ses œuvres majeures, mais il les peaufine et les remanie. Plus tard, deux drames, dont Eugénie (1767), lui permettent de s'essayer à la mise en scène du pathétique. Les Deux Amis ou le négociant de Lyon mêlent sans convaincre les péripéties commerciales et les intrigues familiales dans un drame larmoyant. Ses deux pièces attirent peu l'attention du public.
Il faut attendre La Folle journée, dont on retient aujourd'hui ce qui n'était qu'un sous-titre Le Mariage de Figaro, pour que l'auteur donne la mesure de son originalité et de sa maturité dramatique. C'est une pièce pétillante et pleine d'esprit, inspirée des comédies de Molière.
Achevée en 1781, elle ne put être représentée qu'en 1784, à l'issue d'un bras-de-fer avec la censure royale. La pièce passe pour révolutionnaire, bien que son personnage principal, Figaro, semble davantage enclin à tirer parti d'un système existant, qu'à en bousculer les fondements.

## Descendance
De son union avec Marie Thérèse de Willer-Mawlaz, (1753-1816) qu'il épouse le 8 mars 1786, il a une fille, Amélie-Eugénie de Beaumarchais (1777-1832).
Amélie-Eugénie épouse en 1796 André Toussaint Delarüe (1768-1863), beau-frère du comte Mathieu Dumas, dont elle a quatre enfants, dont :
- Palmyre (1797-1835), qui intente en 1814 un procès afin d'obtenir le remboursement des sommes avancées par son grand-père pour financer la livraison d'armes destinées à la révolution américaine (procédure qui aboutit en 1835, voir ci-dessous). Palmyre mariée en 1815, sous l'Empire, avec Eugène Poncet dont elle a un fils, Arthur Poncet (1817-1847), et une fille, Thérèse Poncet (1821-1894), mariée en 1840 à Henri Charles Roulleaux Dugage (Famille Roulleaux-Dugage), préfet, puis député ;
- Charles-Édouard (1799-1878), page de l'Empereur, officier d'ordonnance du roi Louis-Philippe, colonel du 2e régiment de lanciers, général de brigade, conseiller général de l'Eure. Il a obtenu en 1835, 800 000 dollars (soit près de 5 millions de francs-or[34]) et la branche de la famille des deux petits-fils est ensuite autorisée à relever le nom de Beaumarchais (décret impérial de 1853). Il épouse Marthe Paule Roederer, fille du préfet Antoine-Marie Roederer, dont il a un fils : 
  - Raoul (1835-1900), colonel de cavalerie, épouse le 22 avril 1869 Caroline Etcheverry, fille du député Jean-Baptiste Etcheverry, dont il a 2 fils et 2 filles. Parmi leurs descendants :
    - Jean-Pierre Delarüe Caron de Beaumarchais, coauteur du Dictionnaire des littératures de langue française, arrière petit-fils de Raoul.

## Œuvres

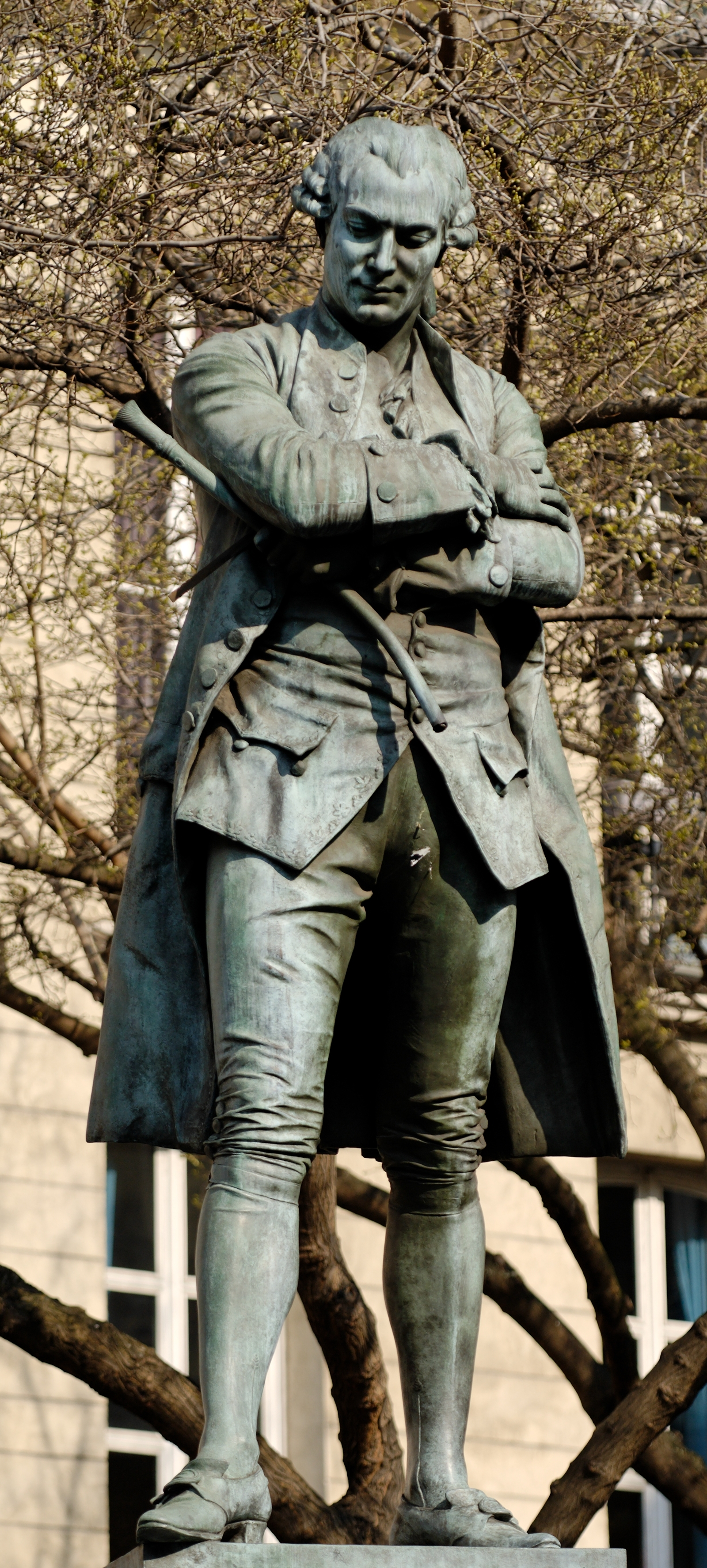
Louis Clausade, Monument à Beaumarchais (1897), Paris, rue Saint-Antoine.

### Théâtre

#### La Trilogie de Figaro
Trilogie de Figaro, ou Le Roman de la famille Almaviva, selon l'appellation donnée par Beaumarchais dans une préface de La Mère coupable :
- Le Barbier de Séville, ou la Précaution inutile, comédie en 4 actes, Ruault, Paris, 1775. Première donnée à la Comédie-Française le 23 février 1775 et 2e représentation du Barbier de Séville en 4 actes le 26 février 1775 (lire en ligne).
- La Folle journée, ou le Mariage de Figaro, comédie en 5 actes et en prose, Ruault, Paris, 1778. Première donnée à la Comédie-Française le 27 avril 1784 (lire en ligne, Acte 5, scène 3, écouter en ligne).
- L'Autre Tartuffe, ou la Mère coupable, drame moral en 5 actes, Silvestre, Paris, 1792, an II [sic]. Première donnée le 6 juin 1792 (lire en ligne).

#### Autres œuvres
- Eugénie, drame en 5 actes en prose avec un essai sur le drame sérieux. Première représentation : 29 janvier 1767 (lire en ligne).
- Les Deux Amis ou le Négociant de Lyon, drame en 5 actes et en prose, Vve Duchesne, Paris, 1770. Première donnée à la Comédie-Française le 13 janvier 1770 (lire en ligne).
- Tarare, mélodrame en 5 actes, P. de Lormel, Paris, 1787. Première donnée à l'Académie royale de musique le 8 juin 1787. Livret de Beaumarchais, musique de Salieri (lire en ligne).

### Factum
- Concernant l'affaire Goëzman :

« Le 17 juillet 1770, le financier Pâris-Duverney meurt et les dispositions qu'il a prises dans son testament en faveur de Beaumarchais sont contestées par le comte de La Blache, son légataire universel. Un procès s'ensuit et les biens de Beaumarchais sont finalement saisis lorsqu'en 1773 il publie à propos des agissements du rapporteur à son procès, le juge Goëzman, quatre mémoires dont l'esprit et la dialectique ont un retentissement considérable et font condamner le juge, le 26 février 1774. »

— Michaud 1843, p. 396.
- Requête d'atténuation pour le sieur Caron de Beaumarchais, A Nosseigneurs de parlement, les chambres assemblées, Knapen, Paris, 1773
- Supplément au mémoire à consulter pour Pierre-Augustin Caron de Beaumarchais, Quillau, Paris, 1773
- Addition au supplément du mémoire à consulter pour Pierre-Augustin Caron de Beaumarchais […] servant de réponse à madame Goëzman […] au sieur Bertrand d'Airolles, […] aux sieur Marin, […] et Darnaud-Baculard […], P.-D. Pierres, Paris, 1774
- Quatrième mémoire à consulter pour Pierre-Augustin Caron de Beaumarchais... contre M. Goëzman, […] madame Goëzman et le sieur Bertrand, […] les sieurs Marin, […] Darnaud-Baculard […] et consorts […], J.-G. Clousier, Paris, 1774

### Œuvres complètes (éditions)
- Œuvres complètes de Pierre-Augustin Caron de Beaumarchais, publiées par Paul-Philippe Gudin de La Brenellerie, Paris, Léopold Collin, 1809, 7 volumes, in-8°, gravures. T. I-II : Théâtre ; T. III-IV : Mémoires ; T. V : Époques ; T. VI-VII : Correspondance.
- Beaumarchais, sa vie, son œuvre, Mémoires et théâtre complet, Paris, Union latine d'éditions, 1932, 4 tomes, illustrés par Maximilien Vox.

## Adaptations

### Opéras
- Il barbiere di Siviglia, ovvero La precauzione inutile, Saint-Pétersbourg, Théâtre de l'Ermitage, 26 septembre 1782, musique de Giovanni Paisiello, livret de Giuseppe Petrosellini. Livret français de Nicolas-Etienne Framery (1784).
- Le nozze di Figaro, Vienne, Burgtheater, 1er mai 1786, musique de Wolfgang Amadeus Mozart, livret de Lorenzo da Ponte.
- Tarare, opéra en 5 actes de Antonio Salieri (1787). La première représentation est donnée à Paris, à l'Académie royale de musique de Paris le 8 juin 1787. Version italienne avec un livret de Lorenzo da Ponte: Axur (1788).
- Il barbiere di Siviglia, ossia L'inutle precauzione, Rome, Teatro di Torre Argentina, 20 février 1816, musique de Gioachino Rossini, livret de Cesare Sterbini. Livret français de François-Henri-Joseph Castil-Blaze (1824).
- La Mère coupable, Genève, Grand Théâtre, 13 juin 1966, musique de Darius Milhaud, livret de Madeleine Milhaud.

### Cinéma
Le Mariage de Figaro et Le Barbier de Séville ont fait l'objet de nombreuses adaptations cinématographiques en plusieurs langues, pour la télévision essentiellement.
Le personnage historique lui-même a été porté à l'écran, notamment dans les films suivants :
- Beaumarchais ou 60 000 fusils, téléfilm de Marcel Bluwal, 1966, France. Avec Bernard Noël dans le rôle de Beaumarchais.
- Beaumarchais, l'insolent, film d'Édouard Molinaro, 1996, France, 96 min, couleur. D'après une pièce de Sacha Guitry. Avec Fabrice Luchini dans le rôle de Beaumarchais.

#### Bases de données et dictionnaires
- Ressources relatives au spectacle :   - Archives suisses des arts de la scène
  - Les Archives du spectacle
  - César
  - Internet Broadway Database
  - Kunstenpunt
  - TheatreOnline
- Ressources relatives à la musique :   - International Music Score Library Project
  - Discogs
  - Grove Music Online
  - MusicBrainz
  - Répertoire international des sources musicales
- Ressources relatives à l'audiovisuel :   - AllMovie
  - Allociné
  - Filmportal
  - IMDb
- Ressources relatives aux beaux-arts :   - AGORHA
  - British Museum
- Ressource relative à la recherche :   - Bibliothèque interuniversitaire de santé
- Ressource relative à la santé :   - Bibliothèque interuniversitaire de santé
- Ressource relative à plusieurs domaines :   - Radio France
- Notices dans des dictionnaires ou encyclopédies généralistes :   - Britannica
  - Brockhaus
  - Den Store Danske Encyklopædi
  - Deutsche Biographie
  - Enciclopedia De Agostini
  - Enciclopédia Itaú Cultural
  - Gran Enciclopèdia Catalana
  - Hrvatska Enciklopedija
  - Internetowa encyklopedia PWN
  - Larousse
  - Nationalencyklopedin
  - Proleksis enciklopedija
  - Store norske leksikon
  - Treccani
  - Universalis
- Notices d'autorité :   - VIAF
  - ISNI
  - BnF (données)
  - IdRef
  - LCCN
  - GND
  - Italie
  - Japon
  - CiNii
  - Espagne
  - Belgique
  - Pays-Bas
  - Pologne
  - Israël
  - NUKAT
  - Catalogne
  - Suède
  - Vatican
  - WorldCat